# Volo Allegheny Airlines 737
Il volo Allegheny Airlines 737 era un volo di linea della compagnia aerea Allegheny Airlines operato da un Convair CV-580 che il 6 gennaio 1969 si schiantò in fase di atterraggio presso l'aeroporto regionale di Bradford, in Pennsylvania. Undici dei 28 occupanti a bordo rimasero uccisi.

## L'aereo e l'equipaggio
L'aereo era un Convair CV-580 con codice di immatricolazione N5825; l'11 luglio 1967 venne originariamente certificato come Convair CV-440 ma fu successivamente modificato per includere motori a turboelica aggiornati, venendo ricertificato come CV-580. Al momento dell'incidente il velivolo aveva accumulato un totale di 27.285 ore di volo. L'equipaggio di volo era composto dal comandante William I. Blanton Jr. di 33 anni e dal primo ufficiale Ronald Lesiak di 31 anni. Blanton era stato assunto dalla compagnia nel 1962, diventando comandante nel 1967; aveva accumulato un totale di 5761 ore di volo. Lesiak era entrato in compagnia nel 1967 e aveva maturato 8220 ore di volo totali.

## Il volo
Il volo 737 decollò da Washington DC diretto a Detroit, Michigan con scali intermedi a Harrisburg, Bradford ed Erie. Il volo proseguì tranquillamente fino a quando l'aereo non arrivò alle 20:22 UTC a Bradford e venne istruito a mettersi in contatto con l'ente di avvicinamento Erie Approach. A 15 miglia di distanza il controllore comunicò all'equipaggio la rotta da seguire e che la pista in uso fosse la 32; informò inoltre i piloti che le condizioni meteorologiche della zona erano caratterizzate da cielo coperto con nubi ad un'altezza di 800 piedi (circa 240 metri), rovesci di neve e visibilità di un miglio e mezzo. A dieci miglia dall'aeroporto, il volo 737 chiese e ricevette l'autorizzazione all'avvicinamento per la pista 14 anziché la 32. Il Convair colpì le cime degli alberi a poco meno di cinque miglia nautiche dall'aeroporto prima di fermarsi ribaltato in un campo da golf coperto di neve.

## La causa
Il National Transportation Safety Board (NTSB) non fu in grado di determinare con certezza la causa dell'incidente. Gli investigatori vagliarono diversi ipotesi, concludendo che l'incidente probabilmente era scaturito da tre possibili cause:
- Errata lettura dell'altimetro da parte del comandante.
- Malfunzionamento dell'altimetro del comandante dopo il completamento della virata della procedura di avvicinamento strumentale.
- Lettura errata della cartina di avvicinamento strumentale.

## Conseguenze
Meno di due settimane prima del volo 737, anche il volo Allegheny Airlines 736 precipitò durante l'avvicinamento all'aeroporto di Bradford lungo la stessa rotta Detroit-Washington DC passante per Erie, Bradford e Harrisburg. Entrambi gli aerei si stavano avvicinando alla stessa pista a Bradford, ma da direzioni opposte al momento degli incidenti. Poco dopo lo schianto del volo 737, la Allegheny Airlines si autoimpose nuove regole per gli atterraggi in quei aeroporti privi di sistemi di atterraggio strumentale, imponendo agli equipaggi di non proseguire nel momento in cui non ci fossero state condizioni di visibilità ottimali. Allegheny cancellò 124 delle 1.409 rotte di volo programmate nella prima settimana dopo l'adozione delle nuove regole di visibilità.